# Charles Beeson
Pour les articles homonymes, voir Beeson.
Charles Beeson, né en 1957 et mort le 26 avril 2021 est un réalisateur britannique.

## Filmographie

### Téléfilms
- 1995 : Blood and Peaches
- 1997 : Le Cheval pâle (The Pale Horse)
- 1998 : Cider with Rosie
- 1999 : Visions troubles (Second Sight)
- 2000 : A Likeness in Stone
- 2002 : Seuls au bout du monde (Stranded)
- 2003 : Thursday the 12th
- 2005 : The Commander: Virus
- 2005 : The Commander: Blackdog
- 2005 : Four Minutes

### Séries télévisées
- 1991-1992 : EastEnders (8 épisodes)
- 1992-1994 : The Bill (4 épisodes)
- 1993 : Growing Pains (en) (1 épisode)
- 1993 : Casualty (3 épisodes)
- 1994 : Minder (en) (1 épisode)
- 1995 : Band of Gold (2 épisodes)
- 1995 : The Vet (2 épisodes)
- 1996-1998 : Kavanagh (série télévisée) (Kavanagh QC) (7 épisodes)
- 1997 : Inspecteur Morse (Inspector Morse) (1 épisode)
- 2003 : Scotland Yard, crimes sur la Tamise (Trial & Retribution) (1 épisode)
- 2005-2006 : Afterlife (5 épisodes)
- 2005-2006 : Close to Home : Juste Cause (4 épisodes)
- 2007 : MI-5 (Spooks) (2 épisodes)
- 2007 : Smallville (1 épisode)
- 2007-2011 : Supernatural (12 épisodes)
- 2008-2009 : Terminator : Les Chroniques de Sarah Connor (4 épisodes)
- 2008-2012 : Mentalist (9 épisodes)
- 2009 : The Philanthropist (1 épisode)
- 2010 : Vampire Diaries (1 épisode)
- 2010-2012 : Fringe (5 épisodes)
- 2011 : The Secret Circle (1 épisode)
- 2011-2012 : Person of Interest (2 épisodes)
- 2012 : Alcatraz (1 épisode)
- 2012-2014 : Revolution (9 épisodes)
- 2013 : Revolution: Enemies of the State (mini-série)

- 2021 : Le Tour du monde en quatre-vingts jours (épisode 7)